# Flüssiger Spiegel

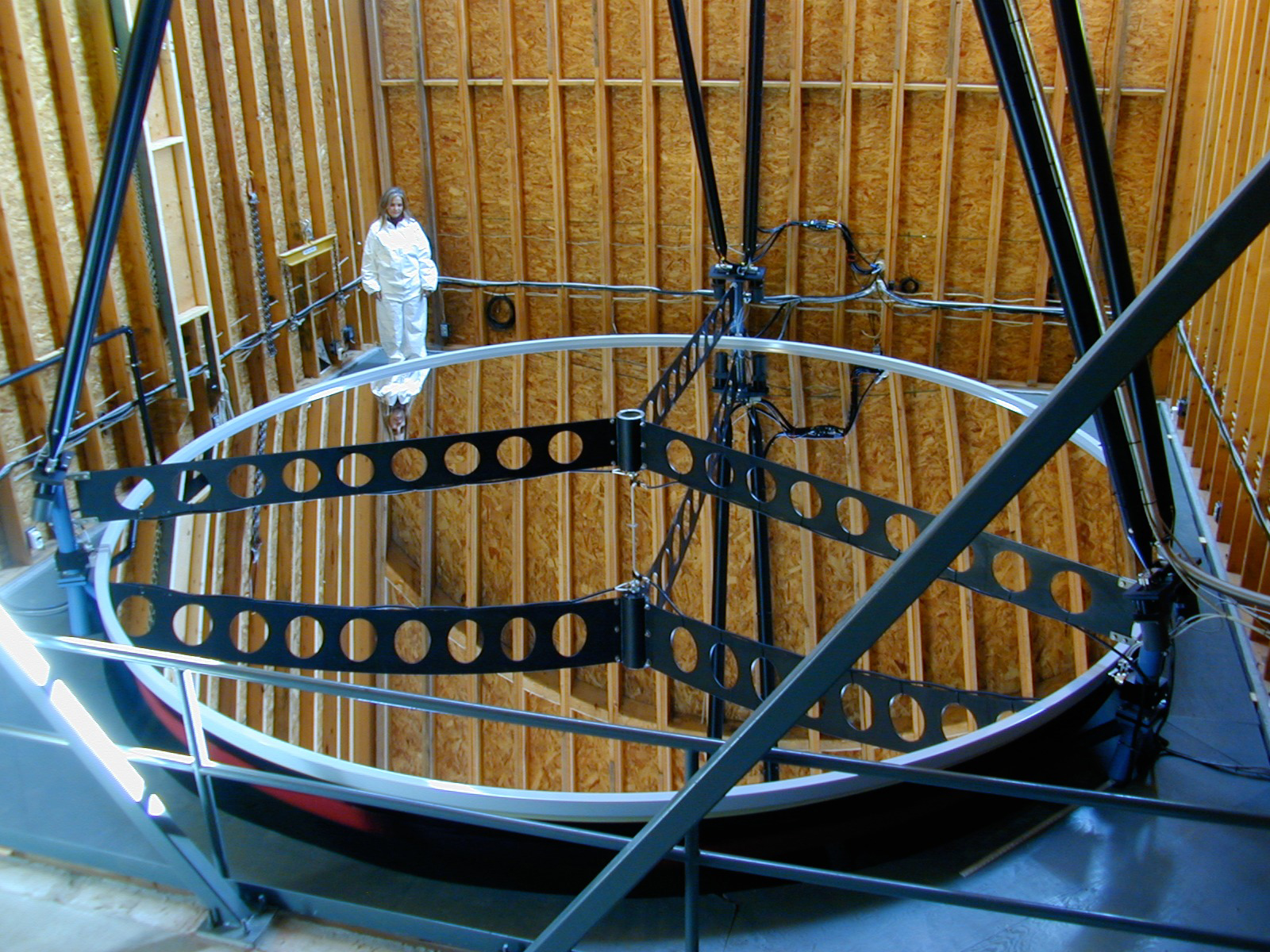
Large Zenith Telescope (Kanada) mit 6-m-Spiegel auf Quecksilberbasis

Ein flüssiger Spiegel ist ein Hohlspiegel, dessen Form durch die Rotationsdeformation einer reflektierenden Flüssigkeit gebildet wird. Die am häufigsten verwendete Flüssigkeit ist Quecksilber, aber auch andere Flüssigkeiten sind möglich (z. B. niedrigschmelzende Legierungen von Gallium). Flüssigspiegel können eine preiswerte Alternative zu konventionellen, großen Teleskopen sein.
Flüssigspiegelteleskope können nur den Himmel im Zenit beobachten (Zenitteleskop) und sind daher ungeeignet für Beobachtungen, bei denen das Teleskop über längere Zeit auf das gleiche Himmelsobjekt gerichtet sein muss.

## Entwicklung
Isaac Newton bemerkte, dass die freie Oberfläche einer rotierenden Flüssigkeit ein Rotationsparaboloid formt und deshalb zum Bau eines Spiegelteleskops benutzt werden kann. Er war allerdings nicht in der Lage, tatsächlich ein solches zu bauen, weil er nicht über die technischen Möglichkeiten verfügte, die Rotationsgeschwindigkeit zu stabilisieren. Das Konzept wurde weiterentwickelt durch Ernesto Capocci von der Sternwarte Capodimonte in Neapel (1850), aber erst 1872 konstruierte Henry Skey in Dunedin (Neuseeland) den ersten funktionierenden Flüssigspiegel im Labormaßstab. 1908 entwickelte Robert Wood von der Johns-Hopkins-Universität einen 50 cm großen Spiegel aus flüssigem Quecksilber.

## Konventionelle Flüssigspiegelteleskope (Erde)
Diese bestehen aus einer Flüssigkeit in einem Behälter in der ungefähren Form eines Rotationsparaboloids, bestehend aus Verbundwerkstoffen wie z. B. Glasfaserverstärkter Kunststoff. Der Behälter wird in eine Drehbewegung um seine senkrecht ausgerichtete Hauptachse versetzt, bis er einige Umdrehungen pro Minute erreicht. Die Flüssigkeitsoberfläche formt dabei allmählich ein Rotationsparaboloid. Die Oberfläche des Spiegels ist sehr präzise und unbeeinflusst von kleinen Unregelmäßigkeiten in der Form des Behälters. Die erforderlichen Mengen an Quecksilber sind sehr klein, da die Flüssigkeitsschicht weniger als einen Millimeter dick ist, weil der Behälter selbst bereits ungefähr die Form der Flüssigkeitsoberfläche hat. Die sich einstellende Brennweite ist nur von der Erdbeschleunigung und der Drehzahl abhängig. Bei einer Drehzahl von etwa 21 Umdrehungen pro Minute stellt sich eine Brennweite von einem Meter ein.

### Vorteile
Der größte Vorteil von Flüssigspiegelteleskopen sind die geringen Kosten für den Spiegel, die etwa 1 % der Kosten eines konventionellen Spiegels betragen. Dies reduziert die Kosten für das gesamte Teleskop um mehr als 95 %. Das Large Zenith Telescope der University of British Columbia kostet mit seinem Durchmesser von 6 Metern nur ein Zehntel des Preises für ein konventionelles Teleskop mit einem Spiegel aus Glas.

### Nachteile
Der Spiegel kann nur senkrecht nach oben gerichtet werden; wird er aus der Senkrechten geneigt, so verliert er seine Form. Das Sichtfeld des Teleskops verändert sich also ständig und überstreicht im Laufe eines Tages einen schmalen Himmelsstreifen bei konstanter Deklination, entsprechend der geographischen Breite, bei der das Teleskop aufgestellt ist. Es ist nicht möglich, bestimmte Objekte über längere Zeit zu verfolgen.
Eine begrenzte Verlängerung der Beobachtbarkeit einzelner Objekte kann durch Umlenkspiegel oder auf elektronischem Wege erreicht werden. Letzteres wird realisiert, indem man an den CCD-Sensor eine Spannung anlegt, die bewirkt, dass sich die Elektronen darauf mit derselben Geschwindigkeit wie das Bild bewegen, wodurch ein scharfes Bild entsteht.
Es gibt aber auch Teilgebiete der Astronomie, die hierauf nicht angewiesen sind, z. B. Langzeitprogramme zur Überwachung des Sternenhimmels und zur Suche nach Supernovae und anderen vorübergehenden Phänomenen. Da man annimmt, dass das Universum isotrop und homogen ist (Kosmologisches Prinzip), sind Ganzhimmelsbeobachtungen nicht zwingend erforderlich, um seine Struktur zu studieren, so dass auch hier Flüssigspiegelteleskope eingesetzt werden können.

## Flüssigspiegelteleskope auf dem Mond
Ionische Flüssigkeiten mit niedrigem Schmelzpunkt (unter 130 Kelvin) wurden als mögliche Basis für Flüssigspiegelteleskope mit extrem großem Durchmesser vorgeschlagen, die auf dem Mond installiert werden sollen. Die niedrigen Temperaturen bringen Vorteile, wenn man sehr langwelliges Infrarotlicht abbilden will, das durch extreme Rotverschiebung entsteht und aus den entferntesten Teilen des sichtbaren Universums stammt. Eine solche Flüssigkeitsbasis würde mit einem dünnen, metallischen Film bedeckt werden, der die reflektierende Oberfläche bildet.